# 妹尾站
妹尾站（日语：／ Senoo eki */?）是一位於日本岡山縣岡山市南區，隸屬於西日本旅客鐵道（JR西日本）的鐵路車站，屬宇野線的車站，同時也屬於通往四國的瀨戶大橋線的一部份，車站編號為JR-L04及JR-M04。本站附近為住宅區，有不少前往岡山市中心的上班族居住於此，另外亦因車站附近設有多所學校，因而也吸納不少學生搭客，令本站成為線內其中一個較多人使用的車站，超過半數的快速列車Marine Liner亦停靠本站。另外，每天2班來往茶屋町站的快速列車也停靠，當中本站至茶屋町間的車站皆全數通過。
因應精簡人手，2021年6月降為無人站，綠窗口亦取消，改以遙距式指定席自助售票機取代。

## 車站構造
對向式月台2面2線的地面車站，設有跨站式站房。此站可供待避。

### 月台配置
| 月台 | 路線                | 方向 | 目的地                       |
| ---- | ------------------- | ---- | ---------------------------- |
| 1    | 瀨戶大橋線 宇野港線 | 上行 | 岡山方向                     |
| 2    | 瀨戶大橋線 宇野港線 | 下行 | 茶屋町、兒島、高松、宇野方向 |

## 歷史
- 1910年6月12日：隨宇野線開通而開業[3]。
- 1987年4月1日：國鐵分割民營化，車站營運權交由西日本旅客鐵道承繼。
- 1991年10月22日：車站大堂遷往天橋上，成為橋上車站。
- 1992年11月：提供綠窗口服務。
- 2007年：

- 7月15日：裝置對應ICOCA的簡易式讀咭機。
- 9月1日：ICOCA可以使用ICOCA。

- 2021年：

- 5月24日：綠窗口櫃位中止。
- 5月25日：增設指定席自動售票機。
- 5月31日：車站泊車轉乘服務及車站蓋章服務中止。

- 6月1日：終日無人化[4][6]。

## 利用狀況
| 乗車人員推算 | 乗車人員推算 |
| 年度         | 1日平均人數  |
| ------------ | ------------ |
| 1999         | 2,851        |
| 2000         | 2,850        |
| 2001         | 2,819        |
| 2002         | 2,809        |
| 2003         | 2,782        |
| 2004         | 2,791        |
| 2005         | 2,866        |
| 2006         | 2,872        |
| 2007         | 2,926        |
| 2008         | 3,014        |
| 2009         | 2,974        |
| 2010         | 2,974        |
| 2011         | 3,019        |
| 2012         | 2,985        |
| 2013         | 3,009        |
| 2014         | 3,006        |
| 2015         | 3,155        |
| 2016         | 3,151        |
| 2017         | 3,199        |
| 2018         | 3,172        |
| 2019         | 3,163        |
| 2020         | 2,548        |

## 相鄰車站
※快速「Marine Liner」（約一半列車停靠）的相鄰停靠站參見列車條目。
西日本旅客鐵道
 宇野港線、 瀨戶大橋線（宇野線）
■快速（岡山 - 茶屋町）
備前西市（JR-L03）－妹尾（JR-L04）－茶屋町（JR-L08）
■普通
備前西市（JR-L03/JR-M03）－妹尾（JR-L04/JR-M04）－備中箕島（JR-L05/JR-M05）

## 外部連結
- JR西日本妹尾站官方網站（页面存档备份，存于）